# Malcolm Dalrymple (Fußballspieler)
Malcolm Owen Dalrymple (* 8. Oktober 1951 in Bedford) ist ein ehemaliger englischer Fußballspieler. Der Torhüter bestritt für die Bristol Rovers und den FC Watford zwölf Partien in der Football League Third Division.

## Karriere
Der englische Juniorennationaltorhüter erhielt 1970 beim Zweitdivisionär Luton Town seinen ersten Profivertrag, wurde aber umgehend für eine Saison in die Southern League an den FC Margate verliehen, um Spielpraxis zu sammeln. Mit Margate erreichte er die erste Hauptrunde des FA Cups und bestritt den Großteil der Saison als Stammtorhüter, wurde zum Saisonende hin aber von Allen Clarke verdrängt. Seine Rückkehr zu Luton im Sommer 1971 war nur von kurzer Dauer und bereits Ende August verließ er den Klub. Über Cambridge United kam er im Oktober 1971 zum Drittligisten Bristol Rovers. Für die Rovers bestritt Dalrymple hinter Stammtorhüter Dick Sheppard in zwei Jahren insgesamt acht Pflichtspiele, neben sieben Ligaeinsätzen stand er im November 1972 bei der 0:1-Niederlage im FA Cup gegen den Non-League-Klub FC Hayes im Kasten.
Zur Saison 1973/74 wechselte er zum Ligakonkurrenten FC Watford und war dort hinter Andy Rankin Ersatzkeeper. Dalrymple kam an den letzten fünf Spieltagen der Saison 1973/74 zum Einsatz, dies waren zugleich seine letzten Partien in der Football League. Nachdem er 1974/75 hinter Rankin ohne Einsatz geblieben war, setzte er ab 1975 seine Laufbahn beim FC Hendon in der Isthmian League fort. Höhepunkte seiner dortigen Zeit waren der Einzug in die 2. Hauptrunde des FA Cups 1975/76 durch einen 1:0-Erfolg über den Football-League-Vertreter FC Reading und der Gewinn des Isthmian League Cups 1977. Die Spielzeit 1978/79 verbrachte er beim FC Southport in der Northern Premier League, der Klub war im Vorjahr aus der Football League gewählt worden. Dalrymple kam im Saisonverlauf zu 15 Ligaeinsätzen und stand mit dem Klub in der 1. Hauptrunde des FA Cups (3:4 gegen den FC Altrincham).